# Betty Mary Goetting
Betty Mary Goetting   (Jefferson, 1897 - El Paso, 1980), nascuda Smith, va ser una bibliotecària estatunidenca, líder municipal i activista pels drets de la dona. És coneguda per portar el servei de Planned Parenthood a El Paso, Texas.

## Biografia
Goetting va nàixer l'any 1897 a Jefferson, Texas. Ella i la seua família es van traslladar a El Paso el 1910. En 1913, començà treballant a la Biblioteca Pública d'El Paso i allí es tornà una persona propera al bibliotecari Maud Durlin Sullivan. En 1915, es va graduar de l'Institut de Secundària d'El Paso i es traslladà a estudiar a Califòrnia, a l'Escola de Servei Bibliotecari de Riverside el 1917.
Goetting fou seleccionada com a assistent a la Biblioteca de Referència de Nova York el 1918. Mentre estava a Nova York, Goetting participà en el moviment sufragista i el moviment pel control de la natalitat. Tornà a El Paso el 1919 i es casà amb Charles A. Goetting.
Goetting va involucrar-se en diversos grups socials des de l'inici dels anys vint alguns de caràcter social, com el Club de Bridge dels Dissabtes. També tenia altres interessos, com la història i la lectura. Creà el seu primer club de lectura a El Paso i cofundà el Club d'Història a El Paso en 1926. Més avant, ella es convertí en membre fundadora de la Societat Història d'El Paso (El Paso Historical Society) i va ser directora d'aquesta societat durant més de 15 anys. També escriví freqüent al seu butlletí informatiu, anomenat Passwords.
Goetting va conèixer Margaret Sanger el 1937 quan parlà "a una casa plena" al Paso del Norte Hotel. Sanger i Goetting es feren molt amigues, arribant al punt que fins i tot Goetting sovint l'allotjava en sa casa. Goetting va reconèixer la necessitat que hi haguera serveis de control de la natalitat a El Paso i volgué començar una clínica. Començà cercant una propietat que es llogara, però "tan prompte com els propietaris s'assabentaven perquè era utilitzada la propietat, els preus augmentaven el doble." Amb l'ajuda de la seua família, el clergat i diversos doctors finalment instal·là la primera clínica el 1937, la qual va ser anomenada El Paso Mother's Health Center (més tard, Planned Parenthood Center of El Paso.) Vers 1938, havia ajudat 731 pacients en menys d'un any. Sanger escriví a Goetting eixe any, felicitant-la per la seua feina. El 1939, canviaren el nom per El Paso Birth Control Clinic. El 1940, ajudà a obrir una clínica auxiliar i vers 1954, tenia tres centres i tots estaven afiliats a la Planned Parenthood of America.
En 1966, ella fou presentada amb el National Margaret Sanger Award per la seua feina de promoció del control de la natalitat. En 1970, va rebre el Premi Presidencial per la seua obra com curadora de la Societat Història d'El Paso. Goetting continuà la lluita per l'accés de les dones al control de la natalitat fins que va morir el 1980. L'any 2009, va ser inclosa en el Hall of Honor, de la Societat Història del Comtat d'El Paso.